# Vernár
Vernár es un municipio del distrito de Poprad en la región de Prešov, Eslovaquia, con una población estimada a final del año 2024 de 547 habitantes.
Se encuentra ubicado al oeste de la región, cerca del río Poprad (cuenca hidrográfica del río Vístula) y de la frontera con la región de Žilina.

## Demografía
| Año        | 1994 | 2004    | 2014    | 2024    |
| ---------- | ---- | ------- | ------- | ------- |
| Población  | 711  | 642     | 585     | 547     |
| Diferencia |      | −9,70 % | −8,87 % | −6,49 % |

| Año        | 2023 | 2024    |
| ---------- | ---- | ------- |
| Población  | 556  | 547     |
| Diferencia |      | −1,61 % |